# عقله الضهارة (نعمان)

تعديل مصدري - تعديل

عقله الضهارة هي إحدى قرى عزلة الغول بمديرية نعمان التابعة لمحافظة البيضاء، بلغ تعداد سكانها 25 نسمة حسب تعداد اليمن لعام 2004.